# Hoopdorp
Een hoopdorp is – vooral in Vlaanderen – de benaming voor een dorpsvorm die gekenmerkt wordt door een geconcentreerde bebouwing.
Bij een spontaan ontwikkeld hoopdorp staan de huizen – en boerderijen – meestal onregelmatig door elkaar.
In een hoopdorp is geen centraal plein te vinden, zoals dat in een driesdorp het geval is. Als een hoopdorp zich langs de invalswegen uitbreidt spreekt men van een zwermdorp.
Hoopdorpen ontstonden vooral in die gebieden waar de landbouw domineerde. Ze zijn kenmerkend voor onder meer Haspengouw.

## Externe bron
- KU Leuven[dode link]
- Dorpstypen in België[dode link]